# بتا سینت جان
بتا سینت جان (انگلیسی: Betta St. John؛ زادهٔ ۲۶ نوامبر ۱۹۲۹) بازیگر و خواننده اهل ایالات متحده آمریکا است. وی بین سال‌های ۱۹۳۸ تا ۱۹۶۴ میلادی فعالیت می‌کرد و نامش در سال ۲۰۱۹ در تالار مشاهیر هاثورن ثبت شد.
از فیلم‌ها یا برنامه‌های تلویزیونی که وی در آن نقش داشته است، می‌توان به شاهزاده دانشجو، دستری دوباره می‌راند، ردا، جین ایر و لیدیه اشاره کرد.